# Mânăstirea Suzana, Prahova
Mânăstirea Suzana este un sat în comuna Măneciu din județul Prahova, Muntenia, România.
Satul s-a format pe lângă mănăstirea Suzana, o mănăstire ortodoxă de maici fondată în 1740 de Suzana Arșicu. Clădirea actuală a bisericii mari a fost construită în anii 1880 - 1882, fiind reparată în 1975.
În 2011, satul avea 45 de locuitori.